# Хроники русской революции
«Хроники русской революции» — российский исторический телесериал российского режиссёра Андрея Кончаловского, премьера которого состоится в 2025 году на стриминговом сервисе START. Телесериал рассказывает о событиях 1905—1924 годов. Главные роли в нём сыграли Юра Борисов, Евгений Ткачук, Никита Ефремов, Юлия Высоцкая, Никита Каратаев, Александр Мизев и Тимофей Окроев.

## Сюжет
Действие «Хроник русской революции» происходит в 1905—1924 годах — от Первой русской революции до смерти Ленина и прихода к власти Сталина. История страны разворачивается на фоне двадцатилетнего эмоционального противостояния четырёх вымышленных героев.
Телесериал разделён на четыре главы, каждая из которых включает четыре серии. Название каждой главы начинается с буквы «Р»: «Рассвет», «Разгон», «Распад» и «Расплата».

## В ролях
| Актёр            | Роль               |
| ---------------- | ------------------ |
| Юлия Высоцкая    | Ариадна Славина    |
| Никита Ефремов   | Николай II         |
| Евгений Ткачук   | Ленин              |
| Юра Борисов      | офицер жандармерии |
| Никита Каратаев  | пианист            |
| Александр Мизев  |                    |
| Тимофей Окроев   |                    |
| Олег Гераськин   | Фёдор Дан          |
| Александр Шаршов | Курт Рицлер        |

## Производство и релиз

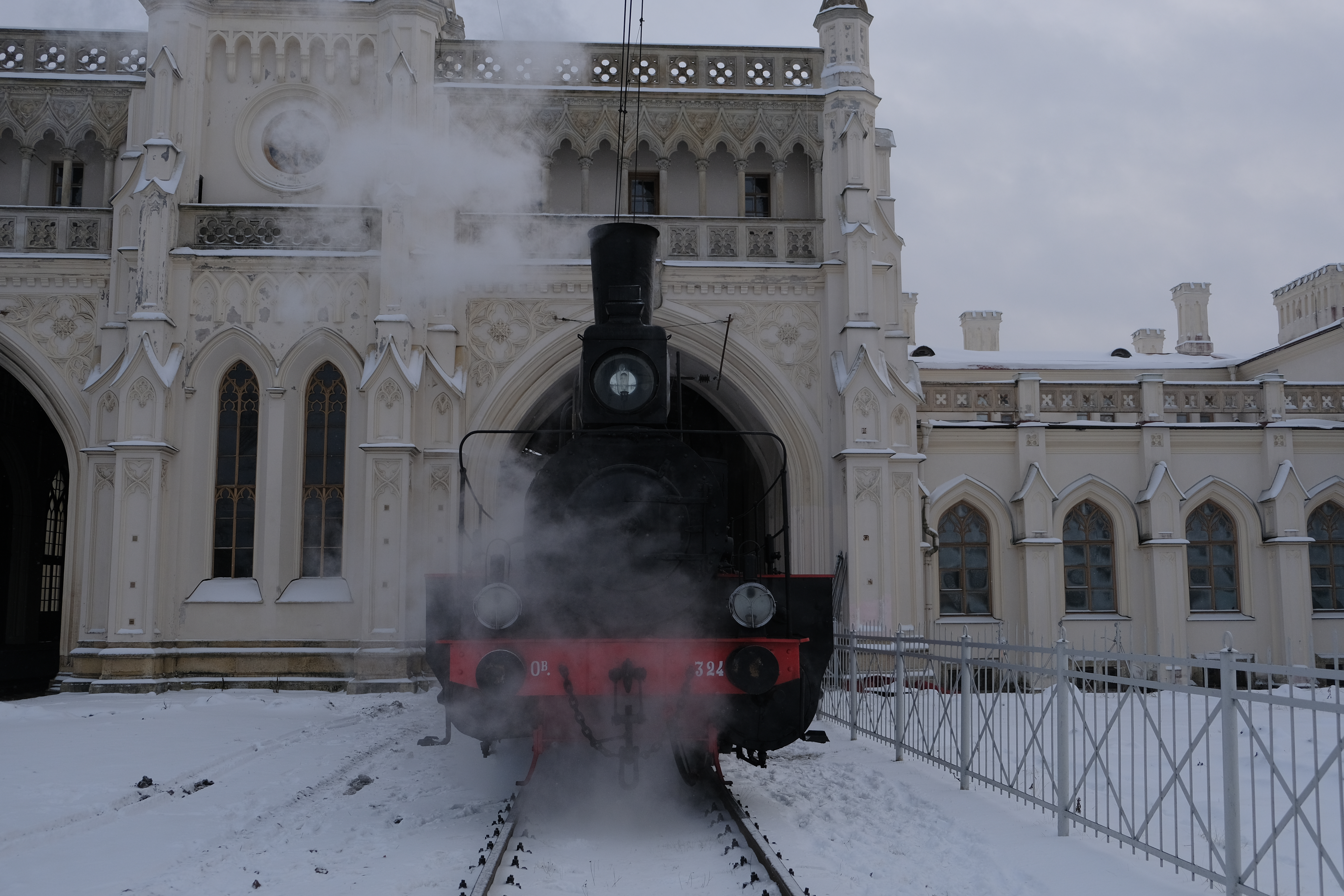
На съёмках сериала, станция Новый Петергоф, 8 декабря 2022 года

Производством занимаются телеканал «Россия-1» и студия «Чёрно-белое кино» при поддержке благотворительного фонда Алишера Усманова «Искусство, наука и спорт».
Известно, что статистов для массовых сцен набирали из обычных людей без актёрского опыта. Кончаловский объявил «всенародные пробы», чтобы найти актёров-любителей, похожих внешне на конкретных исторических деятелей, но в конце концов взял на главные роли профессионалов: Ленина сыграл Евгений Ткачук, а Николая II — Никита Ефремов. Вымышленную героиню Ариадну Славину сыграла Юлия Высоцкая (она традиционно получает в фильмах мужа роли первого плана). Съёмки продолжались почти год, с сентября 2022 года по август 2023 года. Последний съёмочный день проходил в Большом театре.
Цифровая премьера телесериала состоится в онлайн-кинотеатре Start в 2025 году. Телевизионная премьера ожидается позднее на телеканале «Россия-1».